# Fays-Famenne
Fays-Famenne est un hameau belge de l'ancienne commune de Sohier, situé dans la commune de Wellin en Région wallonne dans la province de Luxembourg.

## Géographie
Le hameau est situé dans le Sud-Ouest de la commune, à l’écart des autres localités.

## Patrimoine

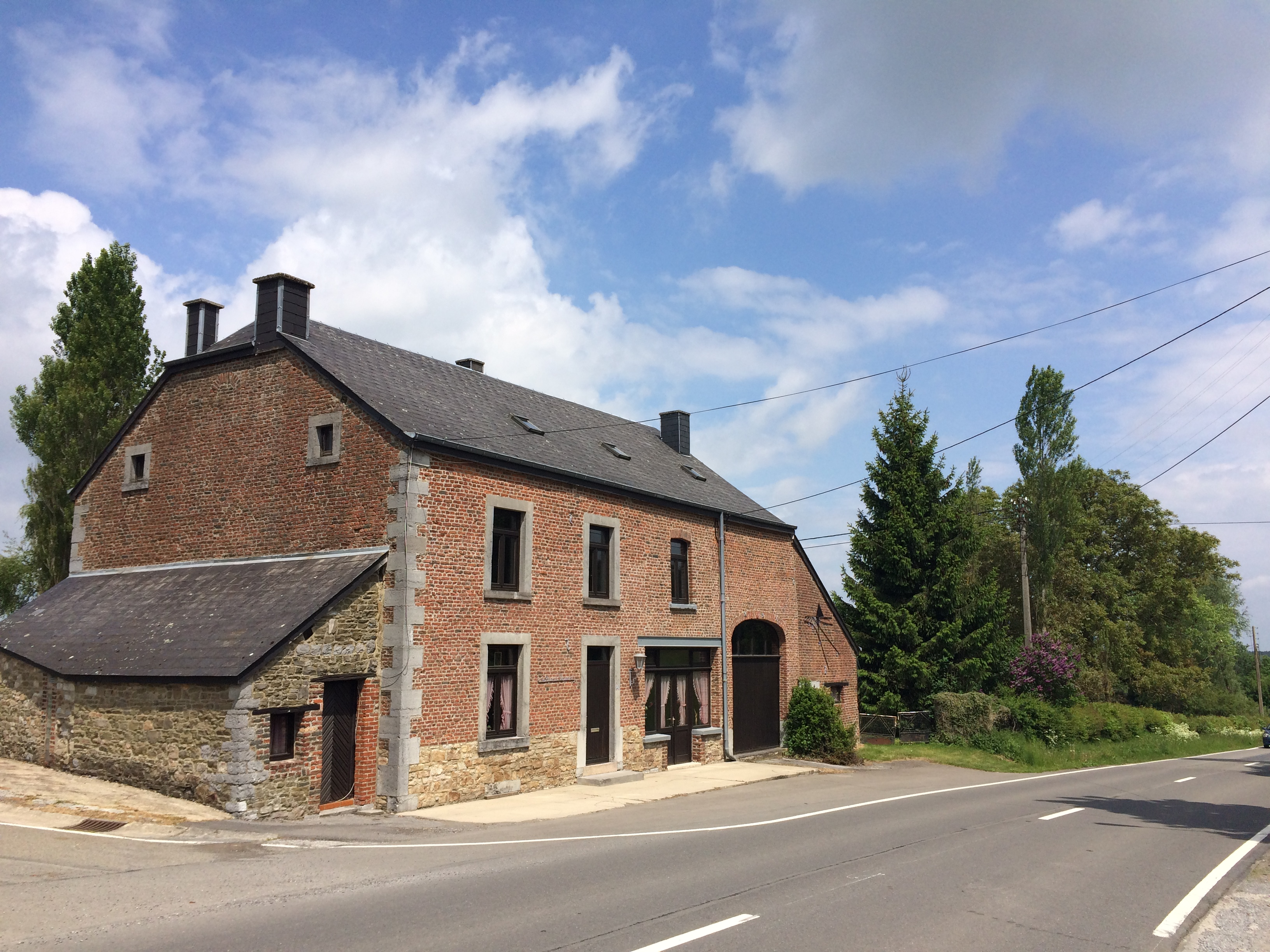

- L'église saint Marcoul[1].